# Peter Criss (album)
Pour le musicien, voir Peter Criss.
Albums de Peter Criss
Ace Frehley Paul Stanley
Peter Criss est le 1er album solo de Peter Criss sorti en 1978.

## Titres
Toutes les pistes par Peter Criss et Stan Penridge, sauf indication.
1. "I'm Gonna Love You" - 3:18 -
2. "You Matter to Me" - 3:15 - (Pöncia, Morgan, Vastano)
3. "Tossin' and Turnin'" - 3:58 - (Ritchie Adams, Malou Rene)
4. "Don't You Let Me Down" - 3:38 -
5. "That's the Kind of Sugar Papa Likes" - 2:59 -
6. "Easy Thing" - 3:53 -
7. "Rock Me, Baby" - 2:50 - (Delaney)
8. "Kiss the Girl Goodbye" - 2:46 -
9. "Hooked on Rock `N´ Roll" - 3:37 - (Criss, Penridge, Poncia)
10. "I Can't Stop the Rain" - 4:25 - (Delaney)

## Formation
- Peter Criss - chants, batterie (pistes 1-5 et 9), percussion (piste 8)
- Allen Schwartzberg - batterie (pistes 6,7 et 10)
- Bill Bodine - basse (pistes 1-5 et 7)
- Neil Jason - basse (pistes 6,7 et 10)
- Art Munson - guitare (pistes 1-5 et 9)
- Stan Penridge - guitare (pistes 1-5, 8 et 9)
- Elliot Randall - guitare sur "Easy Thing" et "I Can't Stop the Rain"
- John Tropea - guitare (pistes 6,7 et 10)
- Brendan Harkin - guitare sur "Easy Thing"
- Steve Lukather - guitare solo sur "That's The Kind of Sugar Papa Likes" et "Hooked on Rock and Roll"
- Bill Cuomo - claviers (pistes 1-5 et 9)
- Richard Gerstein - claviers (pistes 6,7 et 10)
- Chœurs - Davey Faragher, Tommy Faragher, Danny Faragher, Jimmy Faragher, Maxine Dixon, Maxine Willard, Julia Tillman, Peter Criss, Stan Penrdidge, Vini Poncia, Annie Sutton, Gordon Grody

## Chartes
Album - Billboard (Amérique du Nord)
| Année | Chart      | Position |
| ----- | ---------- | -------- |
| 1978  | Pop Albums | 43       |

| Industrie  | Certification | Ventes    |
| ---------- | ------------- | --------- |
| RIAA (USA) | Platine       | 1 000 000 |